# リーガ・メヒカーナ・デル・パシフィコ
リーガ・メヒカーナ・デル・パシフィコ（Liga Mexicana del Pacífico、LMP、メキシカン・パシフィックリーグ〈英:Mexican Pacific League〉）は、メキシコで開催されているプロ野球のウィンターリーグである。
10チームで争われるレギュラーシーズンは10月から12月にかけて行われ、翌年の1月に行われるプレーオフシリーズでリーグ優勝が決定する。このリーグの優勝チームは、カリビアンシリーズの出場資格を得る。
平均観客動員数はMLB、NPB、KBOに次いで世界第4位の野球リーグである。4大ウィンターリーグ（LMP、LVBP、LBPRC、LIDOM）の1つに位置付けられており、人気、実力において春秋制のリーガ・メヒカーナ・デ・ベイスボルを上回る。

## 歴史
1945年にリーガ・デ・ラ・コスタ・デル・パシフィコ（Liga de la Costa del Pacífico）としてソノラ州エルモシージョ市で発足し、1958年にはリーガ・インベルナル・デ・ソノラ（Liga Invernal de Sonora）とリーグ名を変更。さらに1965年にリーガ・インベルナル・ソノラ＝シナロア（Liga Invernal Sonora-Sinaloa）に改称後、1970年に現在のリーガ・メヒカーナ・デル・パシフィコという名称となった。

## 参加チーム
2023年現在
| クラブ名                         | ホームタウン                   | 設立年 | 備考                                         |
| -------------------------------- | ------------------------------ | ------ | -------------------------------------------- |
| アギラス・デ・メヒカリ           | バハ・カリフォルニア州メヒカリ | 1948年 |                                              |
| アルゴドネロス・デ・グアサベ     | シナロア州グアサベ             | 1965年 | 2013年脱退、2019年復帰。                     |
| カニェロス・デ・ロス・モチス     | シナロア州ロス・モチス         | 1947年 |                                              |
| チャロス・デ・ハリスコ           | ハリスコ州グアダラハラ         | 2014年 | リーガ・メヒカーナ・デ・ベイスボルにも所属。 |
| マヨス・デ・ナボホア             | ソノラ州ナボホア               | 1950年 |                                              |
| ナランヘロス・デ・エルモシージョ | ソノラ州エルモシージョ         | 1945年 |                                              |
| スルターネス・デ・モンテレイ     | ヌエボ・レオン州モンテレイ     | 1939年 | リーガ・メヒカーナ・デ・ベイスボルにも所属。 |
| トマテロス・デ・クリアカン       | シナロア州クリアカン           | 1965年 |                                              |
| ベナドス・デ・マサトラン         | シナロア州マサトラン           | 1945年 |                                              |
| ヤキス・デ・オブレゴン           | ソノラ州シウダ・オブレゴン     | 1947年 |                                              |

## かつて参加していたチーム
- オスティオネロス・デ・グアイマス（英語版）
- リエレロス・デ・エンパルメ（スペイン語版）
- ポトロス・デ・ティフアナ（英語版）

## 歴代優勝チーム

### リーガ・デ・ラ・コスタ・デル・パシフィコ
| シーズン | 優勝                                                            |
| -------- | --------------------------------------------------------------- |
| 1945-46  | ベナドス・デ・マサトラン                                        |
| 1946-47  | プレシデンテス・デ・エルモシージョ                              |
| 1947-48  | オスティオネロス・デ・グアイマス                                |
| 1948-49  | タクアリネロス・デ・クリアカン                                  |
| 1949-50  | タクアリネロス・デ・クリアカン                                  |
| 1950-51  | オスティオネロス・デ・グアイマス タクアリネロス・デ・クリアカン |
| 1951-52  | タクアリネロス・デ・クリアカン                                  |
| 1952-53  | ベナドス・デ・マサトラン                                        |
| 1953-54  | ベナドス・デ・マサトラン                                        |
| 1954-55  | ベナドス・デ・マサトラン                                        |
| 1955-56  | タクアリネロス・デ・クリアカン ナランヘロス・デ・エルモシージョ |
| 1956-57  | ナランヘロス・デ・エルモシージョ                                |
| 1957-58  | ベナドス・デ・マサトラン                                        |

### リーガ・インベルナル・デ・ソノラ
| シーズン | 優勝                             |
| -------- | -------------------------------- |
| 1958-59  | オスティオネロス・デ・グアイマス |
| 1959-60  | オスティオネロス・デ・グアイマス |
| 1960-61  | ナランヘロス・デ・エルモシージョ |
| 1961-62  | ナランヘロス・デ・エルモシージョ |
| 1962-63  | オスティオネロス・デ・グアイマス |
| 1963-64  | ナランヘロス・デ・エルモシージョ |
| 1964-65  | オスティオネロス・デ・グアイマス |

### リーガ・ソノラ＝シナロア
| シーズン | 優勝                             |
| -------- | -------------------------------- |
| 1965-66  | ヤキス・デ・シウダ・オブレゴン   |
| 1966-67  | トマテロス・デ・クリアカン       |
| 1967-68  | オスティオネロス・デ・グアイマス |
| 1968-69  | カニェロス・デ・ロス・モチス     |
| 1969-70  | トマテロス・デ・クリアカン       |

### リーガ・メヒカーナ・デル・パシフィコ
| シーズン  | 優勝                             |
| --------- | -------------------------------- |
| 1970-71   | ナランヘロス・デ・エルモシージョ |
| 1971-72   | アルゴドネロス・デ・グアサベ     |
| 1972-73   | ヤキス・デ・シウダ・オブレゴン   |
| 1973-74   | ベナドス・デ・マサトラン         |
| 1974-75   | ナランヘロス・デ・エルモシージョ |
| 1975-76   | ナランヘロス・デ・エルモシージョ |
| 1976-77   | ベナドス・デ・マサトラン         |
| 1977-78   | トマテロス・デ・クリアカン       |
| 1978-79   | マヨス・デ・ナボホア             |
| 1979-80   | ナランヘロス・デ・エルモシージョ |
| 1980-81   | ヤキス・デ・シウダ・オブレゴン   |
| 1981-82   | ナランヘロス・デ・エルモシージョ |
| 1982-83   | トマテロス・デ・クリアカン       |
| 1983-84   | カニェロス・デ・ロス・モチス     |
| 1984-85   | トマテロス・デ・クリアカン       |
| 1985-86   | アギラス・デ・メヒカリ           |
| 1986-87   | ベナドス・デ・マサトラン         |
| 1987-88   | ポトロス・デ・ティフアナ         |
| 1988-89   | アギラス・デ・メヒカリ           |
| 1989-90   | ナランヘロス・デ・エルモシージョ |
| 1990-91   | ポトロス・デ・ティフアナ         |
| 1991-92   | ナランヘロス・デ・エルモシージョ |
| 1992-93   | ベナドス・デ・マサトラン         |
| 1993-94   | ナランヘロス・デ・エルモシージョ |
| 1994-95   | ナランヘロス・デ・エルモシージョ |
| 1995-96   | トマテロス・デ・クリアカン       |
| 1996-97   | トマテロス・デ・クリアカン       |
| 1997-98   | ベナドス・デ・マサトラン         |
| 1998-99   | アギラス・デ・メヒカリ           |
| 1999-2000 | マヨス・デ・ナボホア             |
| 2000-01   | ナランヘロス・デ・エルモシージョ |
| 2001-02   | トマテロス・デ・クリアカン       |
| 2002-03   | カニェロス・デ・ロス・モチス     |
| 2003-04   | トマテロス・デ・クリアカン       |
| 2004-05   | ベナドス・デ・マサトラン         |
| 2005-06   | ベナドス・デ・マサトラン         |
| 2006-07   | ナランヘロス・デ・エルモシージョ |
| 2007-08   | ヤキス・デ・オブレゴン           |
| 2008-09   | ベナドス・デ・マサトラン         |
| 2009-10   | ナランヘロス・デ・エルモシージョ |
| 2010-11   | ヤキス・デ・オブレゴン           |
| 2011-12   | ヤキス・デ・オブレゴン           |
| 2012-13   | ヤキス・デ・オブレゴン           |
| 2013-14   | ナランヘロス・デ・エルモシージョ |
| 2014-15   | トマテロス・デ・クリアカン       |
| 2015-16   | ベナドス・デ・マサトラン         |
| 2016-17   | アギラス・デ・メヒカリ           |
| 2017-18   | トマテロス・デ・クリアカン       |
| 2018-19   | チャロス・デ・ハリスコ           |
| 2019-20   | トマテロス・デ・クリアカン       |
| 2020-21   | トマテロス・デ・クリアカン       |
| 2021-22   | チャロス・デ・ハリスコ           |
| 2022-23   | カニェロス・デ・ロス・モチス     |